# Namacodon schinzianum
Namacodon schinzianum – gatunek roślin z rodziny dzwonkowatych reprezentujący monotypowy rodzaj Namacodon. Występuje w południowo-zachodniej Afryce – w Namibii i Południowej Afryce.

## Morfologia
Półkrzew o liściach siedzących. Kwiaty niewielkie, siedzące, wyrastają pojedynczo na szczycie pędu. Hypancjum wydłużone. Korona zrosłopłatkowa, dzwonkowata, z łatkami podobnej długości jak rurka, barwy niebieskiej. Pręciki wolne, o nitkach rozszerzonych u nasady. Zalążnia trójkomorowa z szyjką słupka niewystającą z korony. Owoce to torebki otwierające się trzema pęknięciami przegrodowymi, co jest cechą wyjątkową wśród dzwonkowatych.

## Systematyka
Pozycja systematyczna
Rodzaj z rodziny dzwonkowatych Campanulaceae klasyfikowany w jej obrębie do podrodziny Campanuloideae.